# Striscia, una zebra alla riscossa
Striscia, una zebra alla riscossa (Racing Stripes) è un film del 2005 diretto da Frederik Du Chau.
Nella versione originale i doppiatori degli animali sono Frankie Muniz, Dustin Hoffman, Joe Pantoliano, Mandy Moore, Joshua Jackson, Jeff Foxworthy e Whoopi Goldberg.
In Italia il film è uscito al cinema il 25 marzo 2005.

## Trama
Nella cittadina di Kentucky, durante un temporale, un circo itinerante carica sul camion le attrezzature e gli animali, e perde per caso un cucciolo di zebra, che fortunatamente viene trovato e raccolto da Nolan Walsh, un fattore vedovo, che decide di portare il puledro alla sua fattoria. Dopo varie suppliche della figlia Chenning, Nolan decide di tenere la zebra nella fattoria e di chiamarla Striscia.
Dopo un po'  di tempo, Striscia vede in lontananza, dallo steccato della fattoria, alcuni cavalli che si stanno allenando per il Gran Premio (Kentucky Open), e ne rimane affascinato e così crede di essere un cavallo da corsa. Gegè gli spiega che i cavalli che avevano vinto negli anni precedenti erano allenati da Nolan, e che l'uomo non compra né allena più cavalli da quando la moglie, Caroline, morì per un incidente mentre era in groppa al suo cavallo.
Tre anni dopo, Striscia è cresciuto, e cerca ancora di gareggiare per il Gran Premio, e si allena gareggiando con il camion del postino. Conosce Cinzia, una giumenta che salta gli ostacoli, e che in passato ha gareggiato in tutto il mondo, ma si trova di fronte due rivali: Fulmine e Baleno, due purosangue di cui il primo è figlio di Sir Trenton, un vecchio cavallo che è appartenuto a Nolan, campione del passato.
Una notte, tutti i cavalli si riuniscono per partecipare alle "Corse della seconda Luna", dove un cavallo anziano, chiama Fulmine come primo concorrente, e Striscia si offre per batterlo, ma non ci riesce, perché cade in un cespuglio mentre stava facendo una curva.
Ora Chenning è diventata più grande e lavora come "bidella" nell'ippodromo, e si reca lì con il motorino. Una sera, Gozzo, per convincere Chenning ad usare Striscia per andare al lavoro, distrugge il motorino di Chenning e buca la ruota di scorta del camioncino di Nolan. Il giorno dopo, Chenning, vedendo il guaio, chiede al padre se può cavalcare Striscia, e lui accetta dopo varie suppliche. Dopo aver lavorato, durante il ritorno a casa, Chenning smarrisce la strada di casa, e Nolan impedisce alla figlia di riusare Striscia.
Quella sera però, la ragazza ha accettato la proposta del vecchio dell'ippodromo: di portare Striscia ad allenarsi mentre lui calcolerà il tempo. E il giorno dopo ci va, ad insaputa del padre, che lo scopre subito. Chenning, alla fine della corsa però cade e Striscia fugge spaventato. Mentre Nolan sgrida la figlia, Sir Trenton fa scoprire a Striscia una cosa che lo manderà in depressione per un po' di tempo: Striscia scopre di essere quello che è, una zebra, e non un cavallo da corsa.
Un giorno, convinto dal vecchio dell'ippodromo, Nolan decide di far partecipare Striscia al Gran Premio, guidato da Chenning. Striscia e Fulmine si allenano continuamente tutti i giorni. La notte prima del giorno della gara, Striscia va al fiume per parlare con Cinzia, mentre ad un tratto arrivano Sir Trenton e la sua banda che colpiscono la zebra e la fanno svenire, mentre portano via anche Cinzia.
Gegè, Bocca di Rosa, Gozzo e le mosche Ronza e Sbronza, corrono al fiume, fanno rinvenire Striscia e poi vanno alla scuderia di Sir Trenton a liberare Cinzia.
Riescono a tornare alla fattoria, e nel momento della gara, Striscia, assistito da Gegè, Bocca di Rosa, Ronza, Sbronza e Cinzia, riesce a battere Fulmine e vince.